# Florence (Dacota do Sul)
Florence é uma cidade  localizada no estado norte-americano de Dacota do Sul, no Condado de Codington.

## Demografia
Segundo o censo norte-americano de 2000, a sua população era de 299 habitantes.
Em 2006, foi estimada uma população de 297, um decréscimo de 2 (-0.7%).

## Geografia
De acordo com o United States Census Bureau tem uma área de
1,7 km², dos quais 1,7 km² cobertos por terra e 0,0 km² cobertos por água.

## Localidades na vizinhança
O diagrama seguinte representa as localidades num raio de 28 km ao redor de Florence.